# Chikkabeechanahalli, Hunsur
Chikkabeechanahalli là một làng thuộc tehsil Hunsur, huyện Mysore, bang Karnataka, Ấn Độ.